# Colchicum soboliferum
Colchicum soboliferum là một loài thực vật có hoa trong họ Colchicaceae. Loài này được (C.A.Mey.) Stef. miêu tả khoa học đầu tiên năm 1926.